# Çankaya Belediyesi Anka Spor Kulübü 2012-2013 (pallavolo maschile)
Questa voce raccoglie le informazioni riguardanti il Çankaya Belediyesi Anka Spor Kulübü nella stagione 2012-2013.

## Organigramma societario
Area direttiva
- Presidente: Hüseyin Ünsal

Area organizzativa
- Team manager: Seceattin Aydoğ

Area tecnica
- Allenatore: Abdumhamit Binmez
- Secondo allenatore: Yunus Şahin
- Statistico: Selman Özdemir

## Rosa
| N° | Nome               | Ruolo | Data di nascita   | Nazionalità sportiva |
| -- | ------------------ | ----- | ----------------- | -------------------- |
| 1  | Burak Yavuz        | P     | 6 novembre 1975   | Turchia              |
| 2  | Fatih Gündoğdu     | L     | 21 maggio 1987    | Turchia              |
| 3  | Taha Sabah         | S     | 5 maggio 1994     | Turchia              |
| 5  | Ayhan Ünlü         | S     | 8 giugno 1989     | Turchia              |
| 5  | Alen Djordjevič    | S     | 5 luglio 1985     | Slovenia             |
| 6  | Mehmet Almaz       | C     | 1º gennaio 1984   | Turchia              |
| 7  | Umut Baran         | C     | 2 marzo 1986      | Turchia              |
| 8  | Kaan Susam         | S     | 11 agosto 1993    | Turchia              |
| 9  | Sercan Bıdak       | C     | 6 giugno 1994     | Turchia              |
| 10 | Çağlar Özel        | S/O   | 7 giugno 1986     | Turchia              |
| 11 | Şevki Pehlivanoğlu | C     | 26 luglio 1981    | Turchia              |
| 12 | Tolgahan Demirbaş  | L     | 26 gennaio 1985   | Turchia              |
| 13 | Vladimir Jekić     | S/O   | 16 luglio 1983    | Serbia               |
| 14 | Hasan Özkan        | P     | 14 settembre 1981 | Turchia              |
| 15 | Ismail Özdemir     | S     | 31 agosto 1989    | Turchia              |
| 18 | Ender Kidoğlu      | S     | 10 aprile 1978    | Turchia              |